# Арсанова, Фатима Арсановна
Фати́ма (Патима́т, Петима́т) Арса́новна Арса́нова (1898, Владикавказ — 1918, Грозный, Терская область) — военная медсестра, участница Гражданской войны в России.

## Биография
Родилась в 1898 году во Владикавказе в чеченской семье Арсанбека (тайп бено), выходца из села Старые Атаги. Мать Селима. Её брат — чеченский писатель Саид-Бей Арсанов. Её отца часто арестовывали за участие в революционной борьбе.
В 1917 году окончила курсы медсестёр. Во время Стодневных боёв в Грозном участвовала в войне в качестве военной медсестры на поле боя. Однажды в бою у железнодорожного вокзала ей самой пришлось встать к пулемёту.
Погибла осенью 1918 года от взорвавшейся рядом мины.

## Память
Именем Арсановой в 1961 году была названа одна из улиц Грозного (бывшая Сталинградская). Её имя носит одна из улиц села Автуры.
В 1970 году была издана книга Билала Саидова «Сердце зовёт», в которой было опубликовано стихотворение «Сестра-воин», посвящённое Петимат Арсановой:
Говорили отцы: кто рождён быть героем
Тот и в детстве заметен. Примером тому
Ты, моя Петимат. Ты, что стала сестрою
Нашим воинам славным в огне и дыму…